# Neomariania partinicensis
Neomariania partinicensis is een vlinder uit de familie Stathmopodidae. De wetenschappelijke naam is voor het eerst geldig gepubliceerd in 1937 door Rebel.
De soort komt voor in Europa.